# VRT NWS

Logo van VRT NWS sinds 29 augustus 2022

Logo van VRT NWS van 22 augustus 2017 tot en met 28 augustus 2022

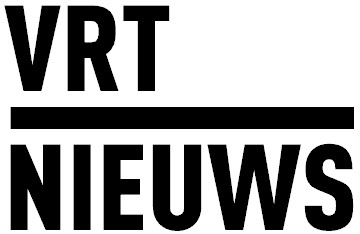
Voormalig logo van VRT Nieuws

VRT NWS (uitgesproken als "VRT Nieuws") is de nieuwsdienst van de Vlaamse Radio- en Televisieomroeporganisatie. De openbare omroep gebruikt deze overkoepelende merknaam sinds 22 augustus 2017 voor alle nieuws en documentaires op tv, radio en online (daarvoor bekend als VRT Nieuws met DeRedactie.be). De kernopdracht is vastgelegd in de beheersovereenkomst tussen de VRT en de Vlaamse overheid. De nieuwsdienst van de VRT realiseert haar opdracht in volle redactionele en operationele onafhankelijkheid.
De nieuwsdienst wordt geleid door een college van hoofdredacteurs, met aan het hoofd de algemeen hoofdredacteur. Sinds 2016 is dat Liesbet Vrieleman. Zij was eerder al hoofdredacteur van 2009 tot 2011. Voorgangers van Vrieleman waren o.a. Luc Rademakers (2012-2016), Pieter Knapen (2007-2009), Leo Hellemans (2003-2007) en Kris Borms (1996-2002).
Liesbet Vrieleman wordt bijgestaan door Dimitri Verbrugge (hoofdredacteur Het Journaal), Griet De Craen (hoofdredacteur radio), Steven Samyn (hoofdredacteur duiding) en Elke Jacobs (hoofdredacteur digitaal en jong).
Volgens onderzoek van de Universiteit Antwerpen en de Vrije Universiteit Brussel is VRT NWS onpartijdig en zijn de inhoudelijke keuzes gelijklopend met die van andere media.

## Televisie
Programma's voor de zenders VRT 1, VRT CANVAS en Ketnet.

### Huidige televisieprogramma's
| Zender            | Programma              | Start | Huidige presentatie                                                                               | Inhoud                                        |
| ----------------- | ---------------------- | ----- | ------------------------------------------------------------------------------------------------- | --------------------------------------------- |
| VRT 1, VRT CANVAS | VRT NWS journaal       | 1953  | Wim De Vilder, Annelies Van Herck, Goedele Wachters, Hanne Decoutere, Fatma Taspinar, Riadh Bahri | dagelijkse nieuwsuitzendingen                 |
| VRT 1             | VRT NWS laat           | 2021  | Wim De Vilder, Goedele Wachters, Aurélie Boffé, Riadh Bahri                                       | actualiteiten- en duidingsprogramma           |
| VRT 1, VRT CANVAS | Het Weer               | 1953  | Sabine Hagedoren, Jacotte Brokken en Bram Verbruggen                                              | dagelijkse weerberichten                      |
| VRT 1             | De zevende dag         | 1988  | Lieven Verstraete en wisselende copresentator                                                     | (vooral op politiek gericht) ontbijtprogramma |
| VRT CANVAS        | Terzake                | 1994  | Kathleen Cools, Annelies Beck, Pieterjan De Smedt                                                 | duidingsprogramma                             |
| Ketnet            | Karrewiet              | 2002  | Jelle Mels, Jensen Baert, Annabet Ampofo, Maurane Proost                                          | jeugdjournaal                                 |
| VRT 1             | Villa Politica         | 2002  | Goedele Devroy                                                                                    | verslag van plenaire zittingen                |
| VRT 1             | de Markt               | 2007  | Kerlijne Everaert                                                                                 | economisch duidingsprogramma                  |
| VRT CANVAS        | De Afspraak            | 2015  | Bart Schols                                                                                       | actualiteiten- en duidingsprogramma           |
| VRT CANVAS        | De Afspraak op vrijdag | 2016  | Ivan De Vadder                                                                                    | terugblik op de politieke week                |
| VRT 1             | Pano                   | 2016  | voice-off + voice-over                                                                            | reportageprogramma                            |

### Vroegere televisieprogramma's
| Zender | Programma                 | Uitzendperiode | Inhoud                                                                   |
| ------ | ------------------------- | -------------- | ------------------------------------------------------------------------ |
| Canvas | Morgen Beter              | 2005-2007      | discussieprogramma                                                       |
| Canvas | De keien van de Wetstraat | 2007-2009      | praatprogramma waarin elke week een politicus werd uitgenodigd           |
| Canvas | Keien van de Wetstraat    | 2015-2016      | praatprogramma waarin elke week een politicus werd uitgenodigd           |
| Canvas | Phara                     | 2008-2010      | informatieve talkshow                                                    |
| Canvas | Reyers laat               | 2010-2015      | talkshow                                                                 |
| Eén    | Volt                      | 2008-2015      | discussie- en consumentenprogramma                                       |
| Canvas | Panorama                  | 1953-2016      | reportage- en duidingsprogramma                                          |
| Eén    | Koppen, Koppen XL         | 1999-2016      | reportageprogramma                                                       |
| Canvas | Login                     | 2012-2014      | actualiteitsprogramma waarin duiding werd gegeven bij buitenlands nieuws |

### Reportagereeksen
- De coulissen van de Wetstraat, reportagereeks met Ivan De Vadder over een aantal opmerkelijke gebeurtenissen in de Belgische politiek.
- De vloek van Osama, reportagereeks met Rudi Vranckx over de invloed van de aanslagen van 11 september 2001 op de wereldpolitiek.
- Back in the USSR, reportagereeks waarin Stefan Blommaert en Jan Balliauw twintig jaar na het einde van de Sovjet-Unie nagingen in welke mate die heeft geleid tot economische en individuele vrijheid en welvaart.
- De revolutieroute, reportagereeks waarin Rudi Vranckx terugblikte op de Arabische Lente en naging in welke mate haar verwachtingen werden ingelost.
- Wissel van de macht, reportage- en interviewreeks met Marc Van de Looverbosch over politieke omwentelingen in België in de periode 1999-2014.
- In de ban van Tsjernobyl, reportagereeks waarin Jan Balliauw vierendertig jaar na de kernramp van Tsjernobyl op zoek gaat naar de mensen die het drama van dichtbij meemaakten.
- Over 5 jaar, interviewreeks waarin Wim De Vilder zijn praatgasten confronteert met hun voorspellingen die zij vijf jaar eerder gedaan hebben over zichzelf en hoe de wereld en de maatschappij er zouden uitzien.

## Radio
De VRT radionieuwsdienst verzorgt de radionieuwsuitzendingen voor de zenders Radio 1, Radio 2, Studio Brussel, MNM en Klara. Via het digitale radiokanaal VRT NWS, vroeger bekend als Nieuws+, kunnen luisteraars altijd het meest recente nieuwsbulletin beluisteren.
Daarnaast maakt VRT NWS voor Radio 1 ook de radioprogramma's De Ochtend (vroeger Voor de dag) en De wereld vandaag. Een bekend duidingsprogramma uit het verleden is Actueel.

## Nieuwswebsite
VRT NWS brengt online nieuwsberichten, videobeelden en streaming media via de nieuwswebsite vrtnws.be. De website werd opgestart in 2003 onder de naam vrtnieuws.net naar aanleiding van de parlementsverkiezingen. In 2008 werd de naam gewijzigd in deredactie.be. Sinds augustus 2017 is vrtnws.be de nieuwe URL.
Er is ook een aanbod in het Frans, Duits en Engels.
Begin maart 2023 ondertekenden de journalisten van de nieuwsdienst een petitie om de penibele werkomstandigheden aan te klagen bij VRT NWS, en meer bepaald bij de online-redactie vrtnws.be. De malaise ligt in het verlengde van de crisis bij RTBF.

## Podcasts
De VRT brengt een heel aantal podcasts uit. Van de nieuwsdienst zijn dit onder andere:

### Het Kwartier
In deze podcast van ongeveer een kwartier brengt VRT NWS elke weekdag naar eigen zeggen "feiten en achtergrond bij drie nieuwsverhalen van de dag die je raken en die ertoe doen".

### VRT NWS Extra
Dit is een podcast waarin de VRT op onregelmatige basis radiodocumentaires beschikbaar stelt over een fenomeen of een evolutie.

### Het ontbijt
Michaël Van Droogenbroeck interviewt elke zaterdagochtend een politicus voor een gesprek tijdens het ontbijt. Dit gesprek wordt ook uitgezonden tijdens De Ochtend op Radio 1.

### Het uur van de waarheid
Een podcast met Dennis van den Buijs over fake news en desinformatie in de wereld. Deze podcast wordt ook op Radio 1 uitgezonden op zaterdagvoormiddag tussen 11 en 12 uur.

### Snapt ge mij nu?
Een podcast gericht op jongeren gepresenteerd door Aurélie Boffé waarin verschillende meningen aan bod komen over een bepaald onderwerp dat jongeren aanbelgangt.

### China voorbij de muur
Een maandelijkse podcast met Tom Van de Weghe en Veerle de Vos over China.

### Björn in the USA
Een tweemaandelijkse podcast over de Verenigde Staten gepresenteerd door Björn Soenens. 

### Vranckx & Byloo
Conflictjournalist Rudi Vranckx en radiopresentator Vincent Byloo maken de stand van de wereld op. In deze podcast worden voornamelijk de conflicten in de wereld besproken.

### De afspraak op vrijdag
De podcastversie van het televisieprogramma De Afspraak op vrijdag.

## Structuur

### Redactie
| Tijdspanne | Hoofdredacteur |
| ---------- | --- |
| ...        | |
| 1981-1988  | Jan Schodts |
| 1988-1995  | Kris Borms |
| 1995-2002  | Leo Hellemans |
| 2002-2003  | Leo De Bock |
| 2003-2007  | Leo Hellemans |
| 2007-2008  | Pieter Knapen (alg. hoofdredacteur) Jos Bouveroux Wim Willems Siegfried Bracke Kris Hoflack                           |
| 2008-2009  | Pieter Knapen (alg. hoofdredacteur) Wim Willems Siegfried Bracke Kris Hoflack Liesbet Vrieleman                       |
| 2009-2011  | Liesbet Vrieleman (alg. hoofdredacteur) Wim Willems Kris Hoflack                                                      |
| 2012-2013  | Luc Rademakers (alg. hoofdredacteur) Wim Willems Carl Voet Emmanuel Rottey Griet De Craen                             |
| 2013-2016  | Luc Rademakers (alg. hoofdredacteur) Carl Voet Emmanuel Rottey Griet De Craen Björn Soenens                           |
| 2016-2020  | Liesbet Vrieleman (alg. hoofdredacteur) Griet De Craen Brecht Decaestecker (tot eind 2019) Steven Samyn Inge Vrancken |
| 2020-heden | Liesbet Vrieleman (alg. hoofdredacteur) Griet De Craen Elke Jacobs Steven Samyn Dimitri Verbrugge                     |